# 湖南教育

## 湖南教育史
湖南在历史上是一个文化发达、人才辈出的地方。公元10世纪，就有岳麓书院和石鼓书院，是湖南古代教育最辉煌的一笔。"惟楚有材，于斯为盛"。在中国历史上，湖南涌现了许多著名的爱国志士、思想家、政治家、军事家、科学家。
- 岳麓书院

中国四大书院之一，位于湖南省长沙市湘江畔岳麓山下，始建于北宋开宝九年（976年），由潭州太守朱洞正式建立，历经宋、元、明、清各个朝代，至晚清(1903年)结束。南宋理学家朱熹等曾在此讲学，据说，鼎盛时期从学有千人之众。
- 石鼓书院

中国四大书院之首，位于湖南省衡阳市石鼓区，始建于唐元和五年（公元810年），历经唐、宋、元、明、清、民国六朝。

## 基础教育
- 长沙市一中（校址长沙，网站 （页面存档备份，存于））
- 湖南师大附中（校址长沙，网站 （页面存档备份，存于））
- 长郡中学（校址长沙，网站 （页面存档备份，存于））
- 雅礼中学（校址长沙，网站 （页面存档备份，存于））

## 高等教育
湖南现有普通高等学校（不含军校）100所，其中本科院校31所，普通专科院校7所，高职院校62所。本科院校中中南大学、湖南大学和国防科技大学为国家985工程重点建设高校，中南大学、湖南大学、湖南师范大学和国防科技大学为国家211工程重点建设高校，另有湘潭大学为国家重点大学，高职院校中长沙民政职业技术学院、湖南铁道职业技术学院、永州职业技术学院、湖南交通职业技术学院和湖南工业职业技术学院等5所学院为国家示范性高等职业院校。
2008年，全省普通高等学校共招生30.87万人，在校学生达到95.23万人；招收研究生1.49万人，在校研究生达到4.68万人。

## 职业教育
2007年全省共有中等职业教育学校708所，在校学生830646人；其中：普通中专52所，在校学生213522人；职业高中533所，在校学生541036人；成人中专123所，在校学生76088人。职业技术培训机构1644个，在接受培训190165人。